# Marcus Beresford (1764-1803)
Marcus Beresford (1er juin 1764 - 6 janvier 1803) est un militaire irlandais et député.

## Biographie
Il est un fils de l'archevêque de Tuam, William Beresford, par sa femme Elizabeth, sœur de John FitzGibbon (1er comte de Clare). Il fait ses études au Trinity College de Dublin .
Beresford commence sa carrière militaire lorsqu'il est nommé enseigne dans le 9e régiment d'infanterie le 26 octobre 1786. Il est promu lieutenant le 30 juin 1787 puis capitaine au 27e régiment d'infanterie, commandant plus tard une compagnie indépendante.
Le 31 octobre 1793, il est promu premier major au 102e régiment d'infanterie (Trench 's) et le 26 novembre 1794, lieutenant-colonel au 135e régiment d'infanterie (Sir Vere Hunt's). Il est nommé lieutenant-général de l'Irish Ordnance en 1800 et promu colonel à part entière le 1er janvier 1801.
Il représente St Canice à la Chambre des communes irlandaise de 1790 à 1794 et Swords de 1798 jusqu'à l'Acte d'Union de 1800. Le 22 juin 1802, il est breveté au grade local de général de brigade dans les îles sous le Vent.
Les garnisons des Antilles sont tristement célèbres pour la mortalité due aux maladies tropicales, telles que le paludisme et la fièvre jaune. En conséquence, Beresford rédige un testament le 23 novembre 1802 à la Barbade. Cela s'est avéré être une sage précaution, car il y est décédé le 6 janvier ,. Il meurt célibataire, avant son père, qui est créé baron Decies en 1812 et remplacé par le jeune frère de Marcus, John, en 1819.